# Fernando Coelho (político)
Fernando de Vasconcelos Coelho, ou apenas Fernando Coelho, (Campina Grande, 20 de julho de 1932 — João Pessoa, 23 de abril de 2019) foi um advogado, professor e político brasileiro, outrora deputado federal por Pernambuco.

## Dados biográficos
Filho de Eusébio Joaquim da Silva Coelho e Maria de Vasconcelos Coelho. Advogado formado na Universidade Federal de Pernambuco em 1955, trabalhou ainda como professor. Durante a administração de Miguel Arraes como prefeito do Recife, chefiou a Procuradoria Administrativa e a Procuradoria Judicial do município em questão. Quando Miguel Arraes foi governador de Pernambuco, presidiu o Instituto de Previdência dos Servidores do Estado e quando este foi deposto pelo Regime Militar de 1964, trabalhou como procurador fiscal do estado e foi vice-presidente do Instituto dos Advogados de Pernambuco. Eleito deputado federal pelo MDB em 1974 e 1978, ingressou no PMDB com a restauração do pluripartidarismo em 1980 e candidatou-se a vice-governador na chapa de Marcos Freire em 1982, num pleito vencido por Roberto Magalhães e Gustavo Krause, candidatos do PDS.
Presidente da seccional pernambucana da Ordem dos Advogados do Brasil (OAB) por dois anos a partir de 1983, filiou-se ao PSB em 1985 e no ano seguinte tornou-se diretor de Crédito à Infraestrutura do Banco do Nordeste no governo do presidente José Sarney, cargo do qual afastou-se em 1988. Na terceira passagem de Miguel Arraes como governador de Pernambuco, chefiou a Assessoria Especial do governador, além de ter sido professor titular da Universidade Católica de Pernambuco até 1998, quando aposentou-se como professor e como procurador do estado. Foi coordenador da Comissão Estadual da Memória e Verdade Dom Helder Câmara, encerrando assim a sua vida pública.